# William Rhodes Davis
William Rhodes Davis (10 de febrero de 1889 – 1 de agosto de 1941) fue un empresario estadounidense cuyos intereses petroleros lo involucraron en el fomento de los intereses estratégicos de la Alemania nazi.

## Primeros años
Davis nació en Montgomery, Alabama, el 10 de febrero de 1889, en el seno de una familia de recursos limitados. Su padre era policía. Afirmaba ser pariente de Cecil Rhodes por parte de madre y de Jefferson Davis por parte de padre, afirmaciones que siguen sin ser probadas. Ocupó puestos modestos en trenes ferroviarios y finalmente se convirtió en maquinista de locomotora.
Su carrera en la industria petrolera comenzó en 1913, cuando organizó una pequeña empresa en Muskogee, Oklahoma, y se convirtió en wildcatter (perforador independiente). Se ofreció como voluntario para el Ejército de los Estados Unidos durante la Primera Guerra Mundial y fue dado de baja como subteniente en 1920. Participó en acciones en Francia y más tarde afirmó haber resultado herido, aunque las únicas lesiones que sufrió ocurrieron cuando saltó de un tren en movimiento. Trabajó como corredor de petróleo en Tulsa, Oklahoma, y a finales de la década de 1920 participó en un complejo conflicto entre varios petroleros independientes y la Standard Oil, centrado en asentar a miles de colonos en tierras de Perú.

## Participación alemana
En 1933 construyó una refinería de petróleo en Hamburgo, Alemania, y desarrolló intereses comerciales por un breve tiempo en Inglaterra y durante algo más de tiempo en Alemania. Actuó como principal negociador del acuerdo que permitió a Alemania e Italia aumentar sus reservas de petróleo en los años previos a la Segunda Guerra Mundial utilizando petróleo mexicano expropiado, hasta que el bloqueo británico puso fin a la empresa. Según el New York Times, “se dice” que consiguió dicho acuerdo gracias a una presentación a Vicente Lombardo Toledano, un “poderoso líder sindical mexicano”, proporcionada por su viejo amigo John L. Lewis, jefe del Congreso de Organizaciones Industriales.
Estuvo involucrado en muchas batallas legales a lo largo de su carrera. En una ocasión, un juez británico lo calificó como “un financiero inescrupuloso y despiadado” y afirmó: “No lo acepto como un testigo veraz”.
En 1940, Davis organizó múltiples contribuciones, eludiendo las restricciones de la Ley Hatch, para financiar el discurso radial del 23 de octubre en el que John L. Lewis atacó al presidente Franklin D. Roosevelt y respaldó al candidato presidencial republicano Wendell Willkie, todo ello sin que Willkie lo supiera. En la primavera siguiente, Willkie oyó que Davis lo había desprestigiado y preguntó si era cierto lo que había escuchado. Ante la respuesta de Davis, le escribió: «He recibido su carta sumamente impertinente. Le había escrito como un caballero a otro respecto a una declaración que se le había atribuido. Sus respuestas no son más que vulgares insinuaciones».
Durante las elecciones estadounidenses de 1940, Davis utilizó fondos proporcionados por el gobierno alemán para aportar aproximadamente 160 000 $ (3 606 914 $ en 2025) a una organización demócrata de Pensilvania con el fin de intentar derrotar al senador Joseph Guffey, demócrata y destacado crítico de Alemania, así como para intentar sobornar a la delegación de Pensilvania en la Convención Nacional Demócrata de 1940 para que votara contra Roosevelt, intentos que fracasaron en ambos casos. El gobierno alemán destinó 5 millones de dólares (equivalentes a casi 113 millones de dólares en 2025), almacenados en la embajada alemana, para respaldar los esfuerzos de Davis.

## Controversia
En diciembre de 1940, Verne Marshall, jefe del No Foreign War Committee, afirmó que Davis, al regresar de un viaje a Alemania en 1939, presentó al Departamento de Estado un plan de paz que representaba los puntos de vista de Hermann Göring y pedía que el presidente Roosevelt actuara como mediador entre las naciones en guerra. Marshall criticó a FDR por no aprovechar la oportunidad, pero la mayoría consideró el plan como un intento de imponer una “paz alemana”.El gobierno alemán negó tener conocimiento de dicho plan.

El 31 de diciembre de 1940, en reacción al papel de Davis en la formación y financiación del No Foreign Wars Committee, el senador estadounidense Josh Lee (D-OK) afirmó que el apoyo de Davis al nuevo grupo representaba “la traición diabólicamente astuta del pueblo estadounidense”. Y continuó:
El historial de este hombre, Davis, demuestra de manera concluyente el gran interés financiero que tiene en una victoria total nazi en la guerra europea. Gran parte de la gasolina que envía lluvias de fuego mortal al indefenso corazón de Londres fue vendida al gobierno alemán por este hombre, Davis… Todavía intenta promover una paz falsa a través de la Casa Blanca para sacar las castañas del fuego a la Alemania nazi… El No Foreign Wars Committee es una lección oportuna sobre la técnica de toda infiltración nazi.
Davis afirmó su lealtad a los Estados Unidos y dijo que esperaba que una paz negociada pudiera poner fin a la guerra. Se distanció de Marshall y del No Foreign War Committee, aunque expresó simpatía por sus objetivos. Pidió al senador Burton Wheeler, un destacado aislacionista, que lo convocara ante un comité del Senado para poder defenderse de “una campaña nacional organizada… por intereses financieros y competitivos”.
El 7 de enero fue citado a declarar ante un gran jurado en Washington D. C., que investigaba los gastos de campaña por violaciones a la Ley Hatch y a la Ley de Prácticas Corruptas durante la campaña presidencial de 1940. Ese mismo día, Wheeler programó la comparecencia de Davis ante el Subcomité de Comercio Interestatal del Senado para hablar sobre el “plan de paz” descrito por Marshall. Davis declaró ante el gran jurado el 9 de enero.

A mediados de 1941, Josephus Daniels, quien como embajador de Estados Unidos en México tenía conocimiento de primera mano sobre los negocios y tratos políticos de Davis, fue citado describiendo cómo se veía a Davis cuando comenzó a comerciar con petróleo mexicano:
Algunas personas consideraban a Davis un especulador; otras, un hombre que proporcionaría los mercados necesarios para el petróleo mexicano; y otras, un… agente nazi o un estafador. En realidad, era una combinación de cada una de estas descripciones.

## Muerte
Davis murió de un ataque al corazón en Houston, Texas, el 1 de agosto de 1941. En ese momento, era director o principal de aproximadamente 20 empresas con sede en la ciudad de Nueva York, con propiedades y operaciones en varios estados de Estados Unidos y en varios otros países, incluidos México y Suecia.

### Especulación sobre la participación británica
Un documento entre los archivos de la Coordinación de Seguridad Británica, el centro de inteligencia británico con sede en la ciudad de Nueva York, registra que Davis estuvo involucrado en un plan para suministrar combustible en apoyo a los ataques de la Alemania nazi contra la navegación en el Atlántico, además de otras actividades en favor del esfuerzo bélico alemán, y afirma que “la forma más rápida de poner fin a este plan era eliminar a Davis de la escena”. Sin embargo, su biógrafo evaluó los motivos y oportunidades de todos los que podrían haberse beneficiado de su muerte y concluye que, probablemente, murió de causas naturales de todos modos.

## Reputación posterior
Pocos años después de su muerte, Davis fue mencionado en el Informe Nazi del asistente del fiscal general de los Estados Unidos, O. John Rogge. En él se le identificaba como el agente C-80 de la Abwehr, no un espía, sino un “agente de influencia” cuyas actividades fueron financiadas con la aprobación personal de Hitler y que, en ese papel, suministró petróleo a la Alemania nazi y ayudó a que Alemania intentara influir en la política estadounidense.
En 1957, el gobierno de los Estados Unidos publicó documentos capturados del gobierno nazi que mostraban cómo Davis canalizó fondos nazis hacia las elecciones estadounidenses de 1940.

## Vida personal
En 1909, Davis tuvo un hijo, William Rhodes Jr., con May Tankin. No se ha documentado su matrimonio.William Rhodes Jr. murió en un accidente aéreo en Nicaragua en 1933 mientras exploraba petróleo. Davis se casó con Pearl Peters en 1921 y tuvieron dos hijos: Joseph Graham Davis y Currie Boyd Davis. Posteriormente, Davis se divorció de Peters y se casó con Marie M. Tomkunas.
Al momento de su muerte en 1941, Peters se había vuelto a casar y vivía en Houston junto con su hijo menor, Currie. Su hijo mayor, Joseph, residía en Bronxville, Nueva York, y estaba comprometido para casarse con Doris Jane Meyer en noviembre. Davis y su esposa vivían cerca, en Scarsdale, Nueva York. Davis dejó 100 000 $ a Pearl Peters. El resto de su patrimonio lo puso en un fideicomiso, destinando la mitad de los ingresos a su esposa Marie M. Tomkunas y la otra mitad a ser dividida entre sus dos hijos sobrevivientes. Cada hijo debía recibir una cuarta parte del patrimonio al cumplir 30 años y otra cuarta parte tras el fallecimiento de su madrastra.El patrimonio de Davis fue valorado entre 5 y 10 millones de dólares. Su secretaria personal de toda la vida, Erna Frieda Wehrle, se convirtió en presidenta de la empresa petrolera de Davis, Davis & Co, Inc.
Joseph Graham Davis se casó con Doris Meyer el 29 de noviembre de 1941. Su hijo mayor, Joseph Graham "Gray" Davis Jr., fue gobernador de California desde 1999 hasta 2003.